# Tayo
Le tayo est un créole à base lexicale française parlé en Nouvelle-Calédonie dans la commune du Mont-Dore, particulièrement dans la localité de Saint-Louis. Le nombre de locuteurs a été estimé à 2 000 en 1996 ; il s'agit pour certains d'une langue maternelle, pour d'autres (Wallisiens notamment) d'une langue seconde.
Les divers recensements (source ISEE) des locuteurs indiquent : 609 (1996), 376 (2004), 904 (2009), 1033 (2014).

## Histoire
Les diverses vagues d'immigration réunionnaise (1863-1910), au début afin de mettre en place la culture de la canne à sucre, puis du café, introduisent un créole réunionnais d'époque, qui devient la langue maternelle de la troisième génération des Kanak habitant le village de Saint-Louis.  